# 海口府城堂
海口府城堂，全称海口基督教府城堂，简称府城堂，是中国海南省历史最长规模最大的基督新教教堂之一。该堂创建于1912年，一百多年来四易其址，目前新堂位于海口市琼山区府城镇，建筑面积达2300多平方米。

## 历史
1881年北美长老会传教士纪文天牧师在海口府城租借当地的陈氏祠堂建立起海南第一个布道所。
1912年张约翰牧师来海口继任，并在府城北官村建立一个500平方米的礼拜堂，命名“府城堂”，后来又加建牧师楼、圣经楼、女子中学、男子中学等。府城堂成为海南全島首屈一指的礼拜堂。
1950年，府城堂被政府接管。文化大革命期间教堂被迫关闭，停止宗教活动。
1981年恢复教会活动，府城堂信徒在李运民长老家进行聚会礼拜。后来，政府在文庄路打铁巷划拨一块三百多平方米的土地给府城堂建造教堂。
2005年海口市政府在另一地方分配6500平方米土地给教会建新礼拜堂。但是这块地当时没有路可以进去，教会又没有钱。于是信徒们一直坚持晨更祷告，求上帝开路，大家共同努力，最后成功解决了问题。
2012年新的府城堂落成，9月18日举行落成典礼和百年华诞庆祝活动。该堂位于海口市琼山区府城镇凤翔路南侧。

## 建筑
府城新礼拜堂占地面积6500平方米，建筑面积2300多平方米，可容纳2000多人同时参加礼拜。
主礼堂两层，赭黄色的哥特式门廊，堂内宽敞明亮；副礼堂四层。建筑上融合了西方和海南当地的风格。府城堂是海南岛内最大的基督教堂之一。